# Gare de Sasayamaguchi
La gare de Sasayamaguchi (篠山口駅, Sasayamaguchi-eki) est une gare ferroviaire située dans la ville de Tamba-Sasayama, dans la préfecture de Hyōgo au Japon. La gare est exploitée par la compagnie JR West sur la ligne Fukuchiyama/Ligne JR Takarazuka. L'utilisation de la carte ICOCA est valable dans cette gare. 
La gare dessert les monts Shirakami et Matsuo.

## Service des voyageurs

### Accueil
La gare de Sasayamaguchi est une gare disposant de deux quai et de trois voies.

| N° de voie | Ligne           | Direction              |
| ---------- | --------------- | ---------------------- |
| 1・3・4    | ▆ JR Takarazuka | Sanda/Takarazuka/Ôsaka |
| 1・3・4    | ▆ Fukuchiyama   | Fukuchiyama/Toyooka    |

### Desserte
| JR West               |                                            |                                            |                                            |                     |
| Direction Fukuchiyama | Ligne de Fukuchiyama (Ligne JR Takarazuka) | Ligne de Fukuchiyama (Ligne JR Takarazuka) | Ligne de Fukuchiyama (Ligne JR Takarazuka) | Direction Amagasaki |
| Terminus              |                                            | Tambaji Rapid Service 丹波路快速           |                                            | Minamiyashiro       |
| Tamba-Ōyama           |                                            | Rapid Service 快速                         |                                            | Minamiyashiro       |
| Tamba-Ōyama           |                                            | Local 普通                                 |                                            | Minamiyashiro       |

- Le Limited Express Kōnotori s'arrêtent à cette gare.

| Limited Express |  |          |  |      |
| Tanikawa        |  | Kōnotori |  | Aino |